# Pro Evolution Soccer 2011
Pro Evolution Soccer 2011 (officieel afgekort als PES 2011) is een voetbalsimulatiespel, ontwikkeld en uitgebracht door Konami in oktober 2010. Het sportspel is beschikbaar voor verschillende platforms. Het is het enige spel in 2011 dat een officiële licentie heeft van de UEFA en dus ook de Champions League en Europa League officieel mag simuleren.
Net zoals in 2008/2009 en 2009/2010 staat op de cover van PES Lionel Messi. 
Een spel voor Nintendo 3DS werd uitgebracht onder de naam Pro Evolution Soccer 2011 3D.